# Polo aquático nos Jogos Pan-Americanos de 1963
As competições de polo aquático nos Jogos Pan-Americanos de 1963 foram realizadas em São Paulo, Brasil. O torneio foi disputado apenas entre homens. Esta foi a quarta edição do esporte nos Jogos Pan-Americanos.
| Evento                  | Ouro | Prata              | Bronze        |
| ----------------------- | --- | ------------------ | ------------- |
| Polo aquático masculino | BRA Brasil Adhemar Grijó Filho Aladar Szabo Flávio Ratto Ivo Carotini João Gonçalves Filho Luiz Valim Luiz Daniel Luiz Eduardo Lima Márvio dos Santos Paulo Carotini | USA Estados Unidos | ARG Argentina |

1. ↑  «Brazilian medalists at 1963 Pan». Folha de S.Paulo. 2007. Consultado em 5 de julho de 2013